# Paraprenanthes
Paraprenanthes je rod glavočika jezičnjaća iz podtribusa Lactucinae, dio tribusa Cichorieae.
Rodu pripada 16 vrsta trajnica, mnogo rjeđe jednogodišenjeg bilja koje rastu po Aziji (Kina, Japan, Tajvan, Vijetnam)

## Vrste
1. Paraprenanthes auriculiformis C.Shih
2. Paraprenanthes diversifolia (Vaniot) N.Kilian
3. Paraprenanthes dolichophylla (C.Shih) N.Kilian & Ze H.Wang
4. Paraprenanthes glandulosissima (C.C.Chang) C.Shih
5. Paraprenanthes heptantha C.Shih & D.J.Liu
6. Paraprenanthes longiloba Ling & C.Shih
7. Paraprenanthes melanantha (Franch.) Ze H.Wang
8. Paraprenanthes multiformis C.Shih
9. Paraprenanthes oligolepis (C.C.Chang ex C.Shih) Ze H.Wang
10. Paraprenanthes polypodifolia (Franch.) C.C.Chang ex C.Shih
11. Paraprenanthes prenanthoides (Hemsl.) C.Shih
12. Paraprenanthes sororia (Miq.) C.Shih
13. Paraprenanthes triflora (C.C.Chang & C.Shih) Ze H.Wang & N.Kilian
14. Paraprenanthes umbrosa (Dunn) Sennikov
15. Paraprenanthes wilsonii (C.C.Chang) Ze H.Wang
16. Paraprenanthes yunnanensis (Franch.) C.Shih